# Kīāhābād
Kīāhābād (persiska: Kīābād, کیاه آباد) är en ort i Iran.   Den ligger i provinsen Gilan, i den nordvästra delen av landet, 210 km nordväst om huvudstaden Teheran. Kīāhābād ligger 359 meter över havet och antalet invånare är 176.
Terrängen runt Kīāhābād är kuperad åt nordost, men åt sydväst är den bergig.Runt Kīāhābād är det ganska glesbefolkat, med 45 invånare per kvadratkilometer. Närmaste större samhälle är Manjīl, 17,2 km sydväst om Kīāhābād. Trakten runt Kīāhābād består till största delen av jordbruksmark.